# پرسیوال پاترسون
پرسیوال پاترسون (انگلیسی: P. J. Patterson؛ زادهٔ ۱۰ آوریل ۱۹۳۵) یک سیاست‌مدار و وکیل اهل جامائیکا است.
او از ۳۰ مارس ۱۹۹۲ تا ۳۰ مارس ۲۰۰۶ نخست‌وزیر جامائیکا بود.